# Terrapene ornata
Espèce
Synonymes
- Cistudo ornata Agassiz, 1857
- Terrapene ornata cimarronensis Cragin, 1894
- Terrapene longinsulae Hay, 1908

Statut de conservation UICN

 NT  : Quasi menacé
Statut CITES
Terrapene ornata est une espèce de tortues de la famille des Emydidae.

## Répartition
Cette espèce se rencontre :
- Terrapene ornata ornata aux États-Unis dans les États d'Arkansas, du Colorado, d'Illinois, d'Indiana, d'Iowa, du Kansas, de Louisiane, du Missouri, du Nebraska, du Nouveau-Mexique, d'Oklahoma, du Dakota du Sud, du Texas et du Wisconsin ;
- Terrapene ornata luteola au Mexique dans les États de Chihuahua, de Coahuila et de Sonora), et aux États-Unis dans les États d'Arizona, du Nouveau-Mexique et du Texas.

## Liste des sous-espèces
Selon TFTSG (10 juin 2011) :
- Terrapene ornata ornata (Agassiz, 1857)
- Terrapene ornata luteola Smith & Ramsey, 1952

## Description

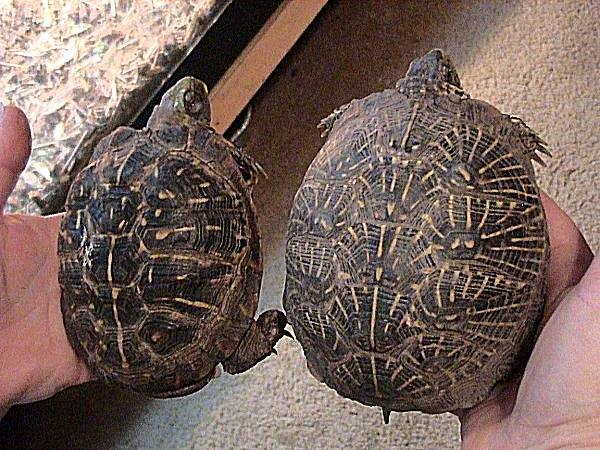
Terrapene ornata luteola à droite et Terrapene ornata ornata à gauche

Terrapene ornata a une carapace moins bombée que d'autres espèces de tortues boîte et  paraît être légèrement aplatie. Elle est généralement noire ou brun foncé, avec des bandes jaunes. T. o. luteola a tendance à avoir plus de bandes que T. o. ornata.

## Publications originales
- Agassiz, 1857 : Contributions to the Natural History of the United States of America. Little, Brown & Co., Boston, vol. 1, p. 1-452 (texte intégral).
- Smith & Ramsey, 1952 : A new turtle from Texas. Wasman Journal of Biology, vol. 10, p. 45–54.